# Gangnam-dong, Chuncheon
Gangnam-dong (koreanska: 강남동) är en stadsdel i staden Chuncheon i provinsen Gangwon i den norra delen av Sydkorea, 75 km nordost om huvudstaden Seoul. 